# Bellasi
 Bellasi  és el nom d'un equip italià de cotxes de competició que va arribar a disputar curses a la Fórmula 1 sota bandera suïssa.
Va debutar el 21 de juny el Gran Premi dels Països Baixos de la temporada 1970 de la mà del pilot suís Silvio Moser, no arribant a qualificar-se per poder disputar la cursa.
Van participar en un total de sis curses repartides en dues temporades consecutives (1970-1971) no aconseguint finalitzar cap de les dues curses en què havien assolit qualificar-se per disputar la cursa.

## Resultats a la Fórmula 1
| Any  | Motor | Pilot        | 1   | 2   | 3   | 4   | 5       | 6       | 7   | 8       | 9       | 10      | 11  | 12  | 13  | Posició | Punts |
| ---- | ----- | ------------ | --- | --- | --- | --- | ------- | ------- | --- | ------- | ------- | ------- | --- | --- | --- | ------- | ----- |
| 1970 | Ford  | Silvio Moser | SUD | ESP | MON | BEL | HOL NVQ | FRA NVQ | GBR | ALE NVQ | AUT Ret | ITA NVQ | CAN | USA | MEX | -       | 0     |
| 1971 | Ford  | Silvio Moser | SUD | ESP | MON | HOL | FRA     | GBR     | ALE | AUT     | ITA Ret | CAN     | USA |     |     | -       | 0     |

### Resum
| Curses: | Victòries: | Pòdiums: | Poles: | Voltes ràpides: | Punts: |
| ------- | ---------- | -------- | ------ | --------------- | ------ |
| 6       | 0          | 0        | 0      | 0               | 0      |